# Отен (река)
Отен (фр. Othain) је река у Француској. Дуга је 67 km. Улива се у Шјер. 